# L'École du pouvoir
L'École du pouvoir est une mini-série française en deux parties de 124 minutes réalisée par Raoul Peck et diffusée les 19 et 26 janvier 2009 sur Canal+.

## Synopsis
La mini-série raconte l’histoire de cinq jeunes élèves de la promotion Voltaire de l’ENA entre 1977 et 1986, entre idéaux et désir de changement avant l’élection de François Mitterrand en 1981 et la réalité du pouvoir auquel l’école les a préparés après celle-ci.
La promotion Voltaire de l'ENA est fameuse pour avoir compté parmi ses élèves François Hollande, Ségolène Royal, Dominique de Villepin, Michel Sapin, Frédérique Bredin ou Renaud Donnedieu de Vabres qui ont tous été ministre sous la Ve République. Certains personnages de la mini-série en sont librement inspirés.
La série fait également référence à de nombreux faits d'actualités qui ont agité la France des années 70 et 80 : les élections législatives de 1978, et les présidentielles de 1981 évidemment, mais aussi la guerre Iran-Irak, les attentats en Corse du groupe anti-séparatistes FRANCIA (Front d'action nouvelle contre l'indépendance et l'autonomie), le lutte des paysans du Larzac contre le camp militaire, la fin du Centre universitaire expérimental de Vincennes, les affaires des HLM de Paris et des emplois fictifs de la mairie de Paris, l'enrichissement d’uranium illégal en Afrique, etc.

## Fiche technique
- Réalisateur : Raoul Peck
- Scénaristes : Aaron Barzman, Ève de Castro, Peter Kosminsky, Didier Lacoste et Raoul Peck
- Producteurs : Hervé Chabalier, Claude Chelli et Christiane Graziani (productrice associée)
- Musique : Aleksei Aigi (comme Alexei Aigui)
- Image : Éric Guichard
- Décors : Olivier Seiler
- Costumes : Paule Mangenot
- Montage : Martine Barraqué
- Casting : Sylvie Brocheré
- Sociétés de production : Capa Drama, Canal+, Arte France
- Distribution : Canal+
- Dates de diffusion : 19 et 26 janvier 2009 sur Canal+, 1er juillet 2012 sur Arte
- Pays d'origine :  France
- Format : Couleurs — 1.78:1
- Genre : Comédie dramatique, film historique
- Durée : 125 minutes (1re partie), 123 minutes (2e partie)

## Distribution
- Robinson Stévenin : Abel Karnonski
- Élodie Navarre : Caroline Séguier (inspirée de Ségolène Royal)
- Céline Sallette : Laure de Cigy (inspirée de Véronique de Villepin/Albanel)
- Thibault Vinçon : Matt Ribero (inspiré de François Hollande)
- Valentin Merlet : Louis de Cigy (inspiré de Dominique de Villepin)
- Émilie Deville : Ana Karnonski
- Julien Héteau : Jérôme
- Linda Hardy : Mathilde Weber
- Scali Delpeyrat : Taillefer
- François Dunoyer : Le directeur de l'ENA
- Jean-Claude Bonnifait : Alain Morange
- Maxime Tshibangu : Joseph Songo
- Ninon Mauger : Esther
- Lionnel Astier : Charrier
- Jean-Pierre Bazziconi : Ouvrier
- Nathaël Berthier : CRS
- Dominique Bettenfeld : L'ingénieur
- Jeff Bigot : Paysan
- Stéphane Blancafort : Policier en civil
- Antoine Blanquefort : Adjoint au maire de Paris
- Nathalie Boileau (actrice) : Femme couple
- Manuel Bonnet : Daniel Thomas
- Jackie Bosveuil : Manifestant
- Francis Boulogne : Adjoint au préfet de Corse-du-Sud
- Stéphane Boutet : Professeur de l'ENA
- Denis Braccini : Leader paysan
- Carlo Brandt : Monsieur Ribeiro
- Christian Bujeau : Monsieur de Cigy
- Judith Caen : Caissière 1
- Anne Canovas
- Laure de Clermont-Tonnerre : Delphine
- Élisabeth Commelin : Madame Ribeiro
- Marie-Catherine Conti : Madame Maréchal
- Jean-Pierre Cormarie : Agent des renseignements généraux
- Jérémie Covillault : Barbouze 1
- Catherine Davenier : Maggie
- Louis-Do de Lencquesaing : Marceau
- Maury Deschamps : Femme au marché 2
- Christian Drillaud : Michel Long
- Cyril Dubreuil : Collègue blasé
- Thomas Durand : Barbouze 2
- Juliette Failevic : Institutrice
- Denis Falgoux : Ouvrier
- Bertrand Farge : Juré 2
- Marc Faure : Ministre
- Paulin Fodouop : Guide gabonais
- Jean-Pierre Frankfower : Député de droite
- Roland Gervet : Ouvrier couple
- Irène Grandadam : Caissière 2
- Jean-Bernard Guillard : Préfet de Corse-du-Sud
- Patrick Hauthier : Manifestant responsable
- Karim Hocini : Type cagoule
- Florian Jamey : Barbouze 3
- Samuel Jouy : Clément Ribeiro
- Jérôme Keen : Percepteur
- Lou Ken : Juré 1
- Samuel Labarthe
- Philippe Lamendin : Chanoine Berthelot
- Christophe Lavalle : Intervenant 2
- Annick Le Goff : Madame de Cigy
- Xavier Letourneur : Préfet de l’Aveyron
- Serge Maillat : Deschamps
- Jean-Baptiste Marcenac : Intervenant
- Thierry Margot : Chauffeur Mat
- Margaux Mauger : Esther - 8 ans
- Didier Menin : Directeur école primaire
- Franck Mercadal : Chef de cabinet
- Jean Philippe Mesmain : Paysan 2
- Roger Mollien : Évêque aumônier
- Pétronille Moss : Femme au marché
- Denis Ménochet : Élève interne
- Félicité N'Gijol : Caissière 3
- Christophe Odent : Président du jury
- Maximilien Poullein : Étudiant ENA 1977 / 1980
- Joël Pyrène (non crédité)
- Bruno Raffaelli : Banquier
- Patrick Raynal
- Jean-Louis Reltien : Militant PS
- Elisabeth Rodriguez : Femme SDF
- Mouloud Rozen : Sidérurgiste 2
- André Wilms : Oncle Jean
- Nicolas Woirion : Sidérurgiste 1
- Alexandre Zambeaux : Claude Ramin